# Lophanthera
A Lophanthera a Malpighiales rendjébe és a malpighicserjefélék (Malpighiaceae) családjába tartozó nemzetség.

## Rendszerezés
A nemzetségbe az alábbi 4 faj tartozik:
- Lophanthera hammelii W.R. Anderson
- Lophanthera lactescens Ducke
- Lophanthera longifolia (Kunth) Griseb.
- Lophanthera pendula Ducke